# Campionati europei di ciclismo su strada 2000
I Campionati europei di ciclismo su strada 2001 si disputarono a Kielce, in Polonia, tra il 3 e il 5 agosto 2000.

## Eventi

### Cronometro individuali
Venerdì 3 agosto
- Donne Under-23, 22 km
- Uomini Under-23, 30 km

### Corse in linea
Domenica 5 agosto
- Donne Under-23, 107,1 km
- Uomini Under-23, 168,3 km

## Medagliere
| Pos.   | Nazione     | Oro | Argento | Bronzo | Totale |
| ------ | ----------- | --- | ------- | ------ | ------ |
| 1      | Italia      | 2   | 0       | 2      | 4      |
| 2      | Russia      | 1   | 0       | 1      | 2      |
| 3      | Rep. Ceca   | 1   | 0       | 0      | 1      |
| 4      | Svezia      | 0   | 1       | 0      | 1      |
| 4      | Polonia     | 0   | 1       | 0      | 1      |
| 4      | Paesi Bassi | 0   | 1       | 0      | 1      |
| 4      | Regno Unito | 0   | 1       | 0      | 1      |
| 8      | Svizzera    | 0   | 0       | 1      | 1      |
| Totale | Totale      | 4   | 4       | 4      | 12     |

## Sommario degli eventi
| Eventi                 | Oro                         | Tempo                     | Argento                       | Tempo | Bronzo                  | Tempo |
| Uomini Under-23        |                             |                           |                               |       |                         |       |
| Gara in linea dettagli | Graziano Gasparre Italia    | 3h51'47" Media 43,57 km/h | Stefan Adamsson Svezia        | a 13" | Lorenzo Bernucci Italia | s.t.  |
| Cronometro dettagli    | Evgenij Petrov Russia       | 38'19" Media 46,98 km/h   | Pawel Zugaj Polonia           | a 9"  | Dmitri Stemov Russia    | a 16" |
| Donne Under-23         |                             |                           |                               |       |                         |       |
| Gara in linea dettagli | Alessandra D'Ettorre Italia | 2h43'06" Media 39,4 km/h  | Mirella van Melis Paesi Bassi | s.t.  | Vera Carrara Italia     | s.t.  |
| Cronometro dettagli    | Lada Kozlikova Rep. Ceca    | 31'23" Media 42,06 km/h   | Ceris Gilfillan Regno Unito   | a 45" | Nicole Brändli Svizzera | a 51" |